# De avond is ongemak
De avond is ongemak is de eerste roman van Lucas Rijneveld, uitgebracht in 2018. Het boek werd in de loop van dat jaar een bestseller. Met de Engelse vertaling The Discomfort of Evening won Rijneveld op 26 augustus 2020 als eerste Nederlandse schrijver de International Booker Prize, samen met literair vertaler Michele Hutchison.

## Inhoud
De hoofdpersoon is de tienjarige Jas, het middelste kind in een gereformeerd boerengezin. 'Jas' is een bijnaam, omdat ze altijd haar jas aanhoudt. In het boek wordt beschreven hoe alle gezinsleden omgaan met de dood van het oudste kind, dat omkomt bij een ongeluk op het ijs.
Het verhaal speelt zich af op en rond een Nederlandse boerderij, tijdens de mond-en-klauwzeer-crisis in Nederland aan het begin van de jaren 2000, waarbij boerderij na boerderij geraakt werd door de besmettingen en de ruimingen die daarop volgden.

## Thematiek
Rijnevelds thematiek in het boek is naar eigen zeggen beïnvloed door die van Jan Wolkers.

## Vertalingen
De avond is ongemak is in vele talen vertaald:
- (de)  Was man sät, vert. Helga van Beuningen - Suhrkamp, Berlin, 2019.
- (it)  Il disagio della sera, vert. Stefano Musilli - Nutrimenti, Roma, 2019.
- (en)  The discomfort of evening, vert. Michele Hutchison - Faber and Faber, London, 2020 - Graywolf, Minneapolis, 2020.
- (fr)  Qui sème le vent, vert. Daniel Cunin - Buchet/Castel, Paris, 2020.
- (es)  La inquietud de la noche, vert. Maria Rosich Andreu - Temas de Hoy, Barcelona, 2020.
- (sv)  Obehaget om kvällarna, vert. Olov Hyllienmark - Tranan, Zweden, 2021.
- (Malayalam) Sayahnathinte Akulathakal, vert. Rema Menon - Green Books, India, 2021.
- (pl)  Niepokój przychodzi o zmierzchu, vert. Jerzy Koch - Wydawnictwo Literackie, Kraków, 2021.
- (el)  Δυσφορεί η νύχτα, vert. Μαρία Αγγελίδου - Ikaros, Griekenland, 2021
- (et)  Õhtute äng, vert.  Katrin Laiapea - Postimees kirjastus, Estland, 2022
- (fi)  Illan epämukavuus, vert.  Taru Luojola - Kustantamo S&S, Finland, 2022

## Prijzen
- 2020 - Peter van Straaten Psychologieprijs voor De avond is ongemak. Samen met Esther Gerritsen en Yvonne Keuls.[8]
- 2020 - International Booker Prize voor The Discomfort of Evening[9][10][11]

### Nominaties
- 2018 - Nominatie Libris Literatuur Prijs voor De avond is ongemak

## Bestseller 60
| Boeken met noteringen in de Nederlandse Bestseller 60 | Jaar van verschijnen | Datum van binnenkomst | Hoogste positie | Aantal weken | Opmerkingen |
| ----------------------------------------------------- | -------------------- | --------------------- | --------------- | ------------ | ----------- |
| De avond is ongemak                                   | 2018                 | 14-02-2018            | 1(3wk)          | 52           |             |